# Falete
Rafael Ojeda Rojas (Sevilla, 9 de gener de 1978), conegut artísticament com a Falete, és un cantant espanyol de flamenc i cobla.
Fill d'una família d'artistes (el seu pare era un membre destacat del grup Cantores d'Híspalis) va debutar al Teatre Lope de Vega de Sevilla amb 17 anys cantant per a La Chunga. Durant els anys 90 va participar en diversos esdeveniments en diferents ciutats del món, com Danses d'Espanya.
Ha tingut padrins artístics com Jesús Quintero i en la seva discografia apareixen versions de temes de Bambino, Lola Flores, Rocío Jurado, Chavela Vargas, Isabel Pantoja, José Antonio Labordeta o Paco Ibáñez.

## Discografia
- Amar duele (2004), disc d'or amb més de 60 000 còpies.
- Puta mentira' (2006)
- Coplas que nos han matao (2007)
- Quién te crees tú? (2008)
- Sin censura (2012)